# Billie Dove
Billie Dove, geboren als Lillian Bohny (New York, 14 mei 1903 - Los Angeles, 31 december 1997) was een Amerikaans actrice.

## Levensloop
Als tiener werkte Dove als model om haar familie financieel bij te staan en op 15-jarige leeftijd werd ze door Florenz Ziegfeld aangenomen als een van de Ziegfeld Follies. Ze verhuisde in 1922 naar Hollywood, waar ze in films begon te spelen. Vanwege haar simpele naam en uiterlijk werd Dove een van de bekendste actrices uit de jaren 20 en kreeg de bijnaam The American Beauty. In 1922 speelt ze in de stomme film Beyond the Rainbow. In 1926 speelde ze in The Black Pirate.

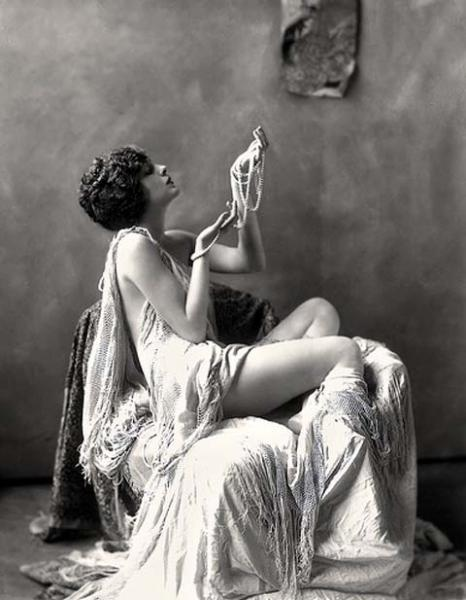
Billie Dove, 1919, foto Alfred Cheney Johnston

Dove stond er om bekend regelmatig relaties of affaires te krijgen met collega's tijdens het maken van films. In 1923 trouwde ze met regisseur Irvin Willat. Ze gingen echter uit elkaar en scheidden in 1929. Ze had daarnaast ook een relatie met Howard Hughes, een van haar grootste fans. Ze stonden op het punt te trouwen, toen ze uit elkaar gingen. Dove gaf nooit een reden waarom ze dit deed.
Na Blondie of the Follies (1932) trok Dove zich terug uit de filmwereld om meer tijd te kunnen doorbrengen met haar familie. Voor velen was het opmerkelijk dat ze dit deed, aangezien ze na tien jaar acteren nog altijd populair was.
Dove trouwde in 1933 met Robert Kenaston, met wie ze 37 jaar lang getrouwd bleef. Samen kregen ze een zoon en adopteerden een meisje. In haar latere leven was ze kort getrouwd met architect John Miller.
Op een korte cameo in Diamond Head (1963) na, keerde Dove nooit meer terug in de filmindustrie. Ze bracht haar latere jaren door in Rancho Mirage, totdat ze in 1997 overleed aan een longontsteking.